# Grand Combin
Le Grand Combin, culminant à 4 314 mètres, est un sommet des Alpes pennines en Suisse. Il constitue le plus haut sommet situé entre le mont Blanc (4 806 m) et la dent Blanche (4 358 m).

## Géographie
Le Grand Combin est situé dans le canton du Valais entre le val de Bagnes et le val d'Entremont. Il est le point culminant d'un petit massif, le Combin, glaciaire dans son versant nord où descend le glacier de Corbassière. Ses similitudes avec certains passages historiques du mont Blanc lui ont fait emprunter les dénominations (Le Corridor, le Mur de la Côte).
La montagne du Combin est constituée sur sa crête principale de trois pics :
- le Combin de Grafeneire ou Grand Combin (4 314 m), au centre ;
- le Combin du Valsorey (4 186 m) à l'ouest ;
- le Combin de la Tsessette (4 135 m) à l'est.

Autres sommets du Combin :
- le Combin de Corbassière (3 716 m) ;
- le Petit Combin (3 668 m) ;
- le Combin du Meitin (3 626 m).

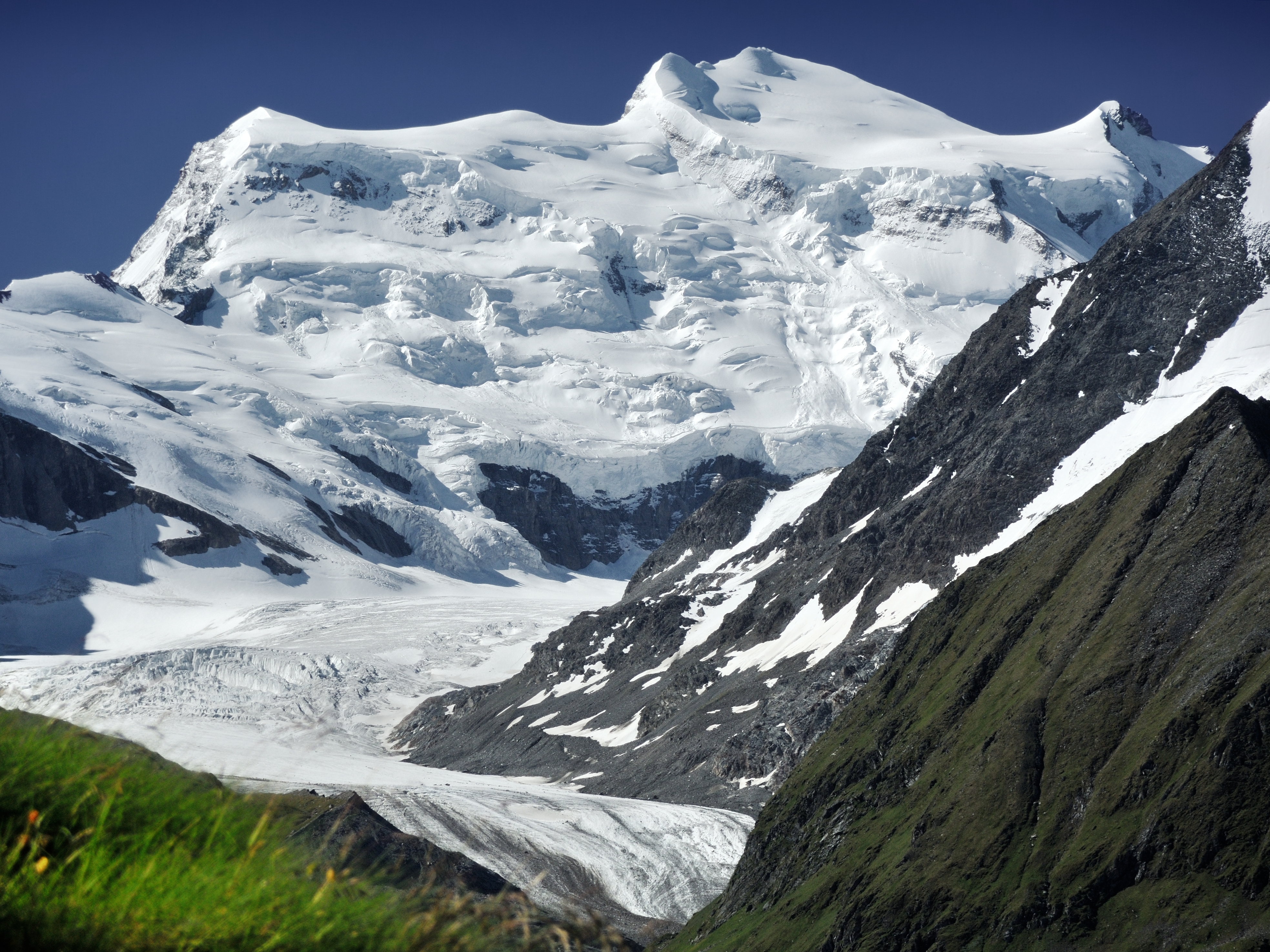
Vue du Grand Combin et du glacier de Corbassière depuis le nord.
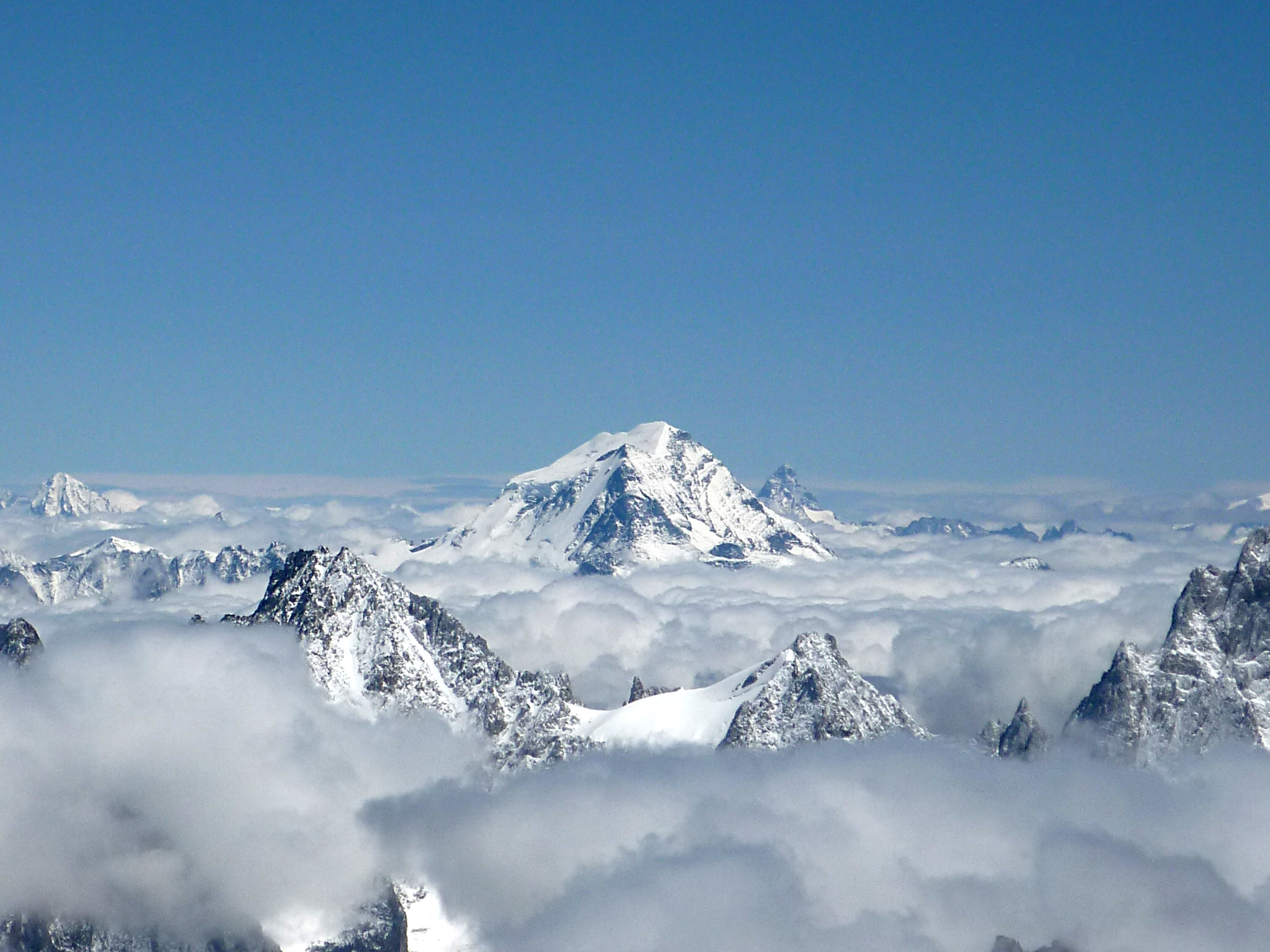
Vue du Grand Combin depuis l'aiguille du Midi à l'ouest.
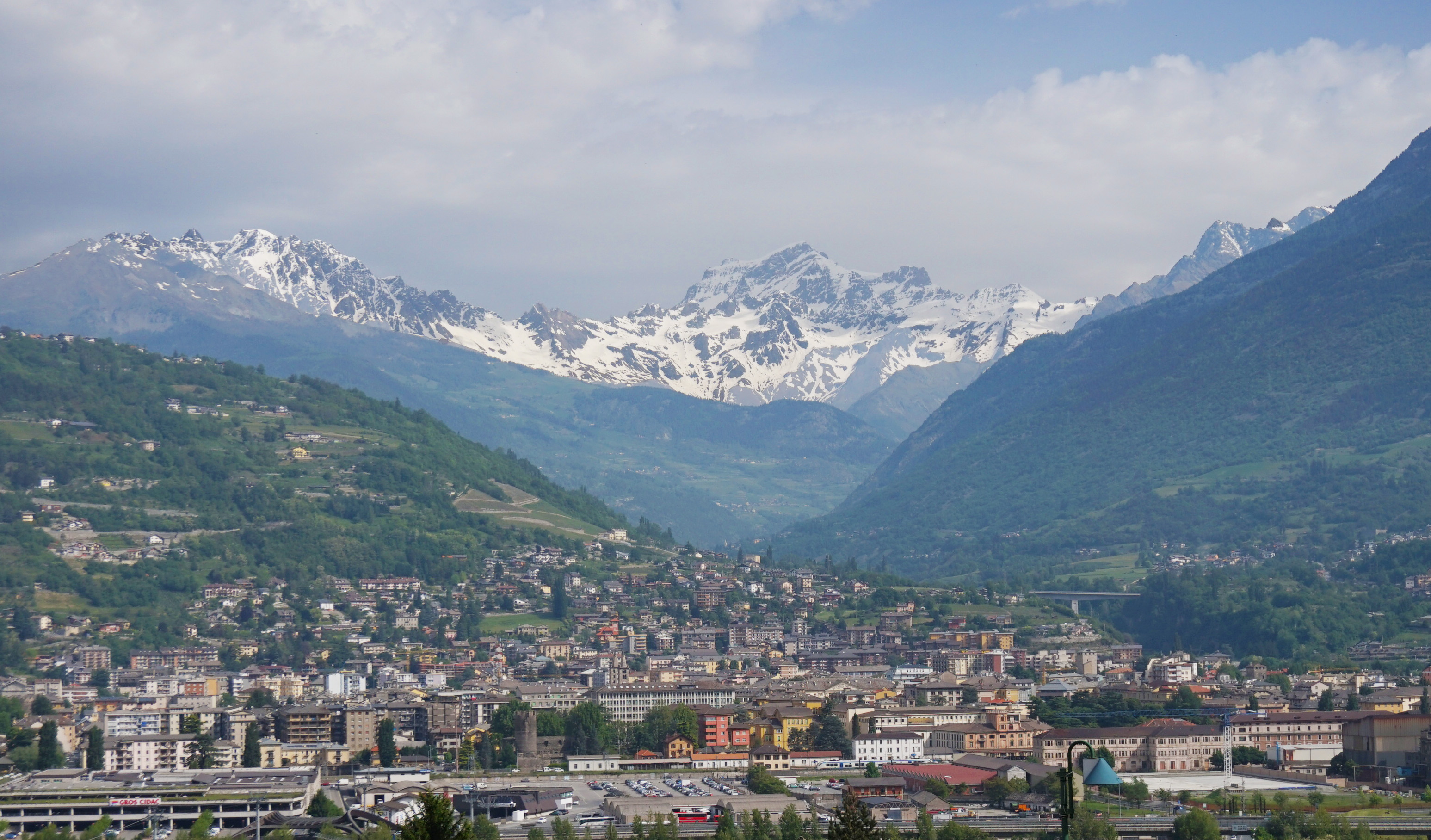
Vue du Grand Combin depuis Charvensod, dominant le Valpelline et la ville d'Aoste.
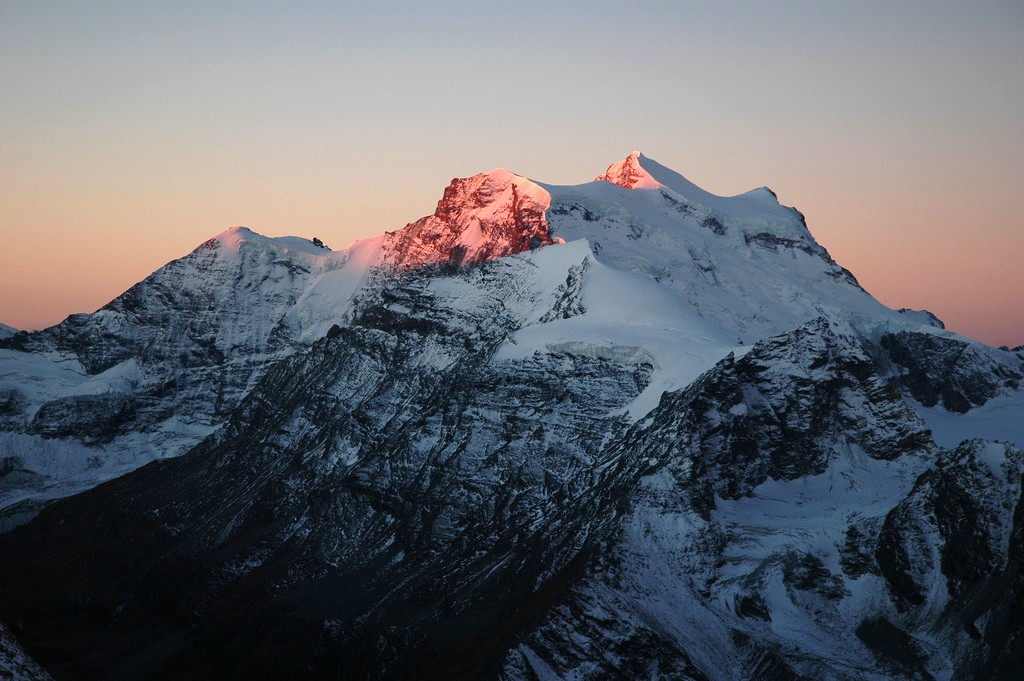
La tour de Boussine (à gauche) et le Grand Combin (à droite).

Au Grand Combin, on note au niveau géologique l’interaction de chevauchements et de plissements complexes et de grande ampleur. Le massif se compose de deux nappes : la nappe du mont Fort, constituée de gneiss et de schiste métamorphiques, dans la partie sommitale et en dessous de la nappe du Tsaté, intermédiaire, composée de roches sédimentaires métamorphiques provenant de l’ancien océan qui s’étendait entre l’Europe et l’Afrique.

## Histoire
- 1851 - Première ascension du Combin de Corbassière par Gottlieb Samuel Studer, J. von Weissenfluh et J.B. Fellay
- 1857 - Première tentative importante sur le Grand Combin par les guides Jouvence Bruchez, Benjamin Felley et Maurice Felley. Les trois hommes atteignent l'aiguille du croissant (4 260 m) le 20 juillet
- 1857 - Combin de la Tsessette par William Mathews
- 1857 - Antécime du Grand Combin par Gottlieb Samuel Studer et Johann Jakob Weilenmann
- 1859 - Première ascension du Grand Combin par Charles Sainte-Claire Deville avec Daniel Balleys, Emmanuel Balleys, Gaspard Balleys et Basile Dorsaz
- 1907 - Première ascension à skis par Marcel Kurz
- 1985 - Premier décollage en deltaplane (porté à la montée à dos d’homme) du sommet du Combin de Grafeneire par François Lombard - avec à la montée Jean-Blaise Fellay et Jean Steffen[3]

## Accès
- Cabane de Panossière (2 641 m).
- Cabane de Valsorey (3 030 m).
- Bivouac Biaggio Musso (3 658 m).